# غابي هدسون
غابي هدسون (بالإنجليزية: Gabe Hudson)‏ هو كاتب أمريكي، ولد في 1971 في مونسي في الولايات المتحدة.